# Focus 9/New Skin
Focus 9/New Skin è un disco di rock, della band olandese Focus. È stato registrato il 23 ottobre 2006 in Belgio, nei Fieldwork Studios di Schoten.

## Tracce
1. Black Beauty (T.V.Leer) - 4:13
2. Focus VII (T.V.Leer) - 5:22
3. Hurkey Turkey 2 (T.V.Leer) - 4:03
4. Sylvia's Stepson - Ubatuba (B.Jacobs) - 4:48
5. Niels's skin (Niels van der Steenhoven) - 6:03
6. Just Like Eddy (T.V.Leer) - 5:08
7. Aya-Yuppie-Hippie-Yee (B.Jacobs/T.V.Leer) - 5:20
8. Focus IX (T.V.Leer) - 7:57
9. Curtain Call (T.V.Leer) - 4:32
10. Ode to Venus (T.V.Leer) - 4:26
11. European Rap(sody) (T.V.Leer) - 10:22
12. Pim (T.V.Leer) - 3:00
13. It takes 2.2 Tango (T.V.Leer) - 8:01

## Formazione
- Thijs van Leer (tastiere, flauti, voce)
- Niels van der Steenhoven (chitarre)
- Bobby Jacobs (basso)
- Pierre van der linden (batteria, percussioni)
- Jo de Roeck (voce in Just like Eddy)